# 春原未來
春原未來（日语：春原未来，1991年11月23日—），日本AV女優。所屬事務所是BELLTECH。

## 個人簡歷

### 簡歷
出身於東京都。2012年1月25日以kawaii*的專屬女優身分出道。2012年7月在官方部落格上宣布從Kawaii*畢業，之後以企劃單體女優的身分進行活動。
2013年DMM年度AV女優排名中進入前20名，並入選2014年DMM成人獎的女優賞和2015年スカパー・アダルト放送大賞的女優賞。有2部作品入圍2014 AV Open並獲得審查員特別賞。
2015年4月加入SEXY-J 成為2期生(會員編號:12)。

### 興趣、專長
興趣是料理和逛咖啡店，咖啡中最喜歡的是黑咖啡。
喜歡的食物是麵類、義大利料理、燒肉、牡蠣、和菓子和水果，討厭的食物是芹菜。
擅長煮筑前煮、火上鍋、水餃等料理。。
喜歡的演員是安潔莉娜·裘莉和北川景子，喜歡的樂團是Mr.Children ，喜歡的作家是J·K·羅琳。
平常的運動是游泳和田徑等個人競賽，但也喜歡看棒球和足球比賽。

## 外部連結
- 公式ブログ （页面存档备份，存于）（2012年2月10日 - ）
- 春原未來的X（前Twitter）（2012年1月11日～）
- 春原未來的Instagram帳戶